# جون وايت (لاعب كرة قاعدة)
جون وايت (بالإنجليزية: John Wyatt) هو لاعب كرة قاعدة أمريكي، ولد في 19 أبريل 1935 في شيكاغو في الولايات المتحدة، وتوفي في 6 أبريل 1998 في أوماها في الولايات المتحدة بسبب نوبة قلبية.

## وصلات خارجية
- جون وايت على موقعبيزبول رفرنس.كوم (الدوري الرئيسي) (الإنجليزية)
- جون وايت على موقعبيزبول رفرنس.كوم (الدوري الثانوي) (الإنجليزية)